# MRPL36
MRPL36 (англ. Mitochondrial ribosomal protein L36) – білок, який кодується однойменним геном, розташованим у людей на 5-й хромосомі. Довжина поліпептидного ланцюга білка становить 103 амінокислот, а молекулярна маса — 11 784.
| 10         |  | 20         |  | 30         |  | 40         |  | 50         |
| ---------- |  | ---------- |  | ---------- |  | ---------- |  | ---------- |
| MANLFIRKMV |  | NPLLYLSRHT |  | VKPRALSTFL |  | FGSIRGAAPV |  | AVEPGAAVRS |
| LLSPGLLPHL |  | LPALGFKNKT |  | VLKKRCKDCY |  | LVKRRGRWYV |  | YCKTHPRHKQ |
| RQM        |  |            |  |            |  |            |  |            |

A: Аланін

C: Цистеїн

D: Аспарагінова кислота

E: Глутамінова кислота

F: Фенілаланін

G: Гліцин

H: Гістидин

I: Ізолейцин

K: Лізин

L: Лейцин

M: Метіонін

N: Аспарагін

P: Пролін

Q: Глутамін

R: Аргінін

S: Серин

T: Треонін

V: Валін

W: Триптофан

Кодований геном білок за функціями належить до рибонуклеопротеїнів, рибосомних білків. 
Локалізований у мітохондрії.